# 1+1=3
1+1=3 är en tysk komedifilm från 1979 i regi av Heidi Genée.

## Utmärkelser
Filmen vann Tyska filmpriset för bästa regi och bästa manus 1980.

## Roller i urval
- Adelheid Arndt - Katarina
- Dominik Graf - Bernhard
- Christoph Quest - Jürgen
- Helga Storck - Anna
- Charlotte Witthauer - Jürgens mamma
- Kelle Reidl - Bernhards pappa
- Hark Bohm - advokaten